# Konstantinopelkonventionen
Konstantinopelkonventionen  var en traktat, som blev underskrevet af Storbritannien, Tyske Kejserrige, Østrig-Ungarn, Spanien, Frankrig, Italien, Holland, Rusland og det Osmanniske Rige den 29. oktober 1888. 
I 1882 havde Storbritannien erhvervet den fysiske kontrol over Suez-kanalen i Egypten via en militær erobring og de facto kontrol af Egypten selvom Egypten stadig formelt set var en del af det Osmanniske Rige. Frankrig, som havde domineret kanalen indtil da via et stort ejerskab af aktier i Suez Canal Company og stadig havde majoriteten af aktierne, håbede på at svække den britiske kontrol og forsøgte at ændre holdningen i Europa i retning af en internationalisering af kanalen. De to stormagter nåede et kompromis om at neutralisere kanalen gennem traktaten. Artikel I, som garanterede passage for alle skibe i krig og fred, var i konflikt med Artikel 10, som tillod Khediven at tage skridt "i forsvaret af Egypten og opretholdelse af offentlig orden." Den sidste klausul blev benyttet af briterne til at forsvare deres handlinger under 2. Verdenskrig og af Egypten mod Israelsk skibsfart efter 1948. Storbritannien accepterede imidlertid traktaten tøvende og kun med alvorlige forbehold:

Delegaterne fra Storbritannien, ved at tilbyde denne tekst som den endelig regel for at sikre den frie benyttelse af Suezkanalen, mener at det er deres pligt at udtale et generelt forbehold overfor anvendelsen af dens betingelser i og med at de er inkompatible med den forbigående og usædvanlige status, som Egypten for nærværende befinder sig i og for så vidt de kan fastlåse regeringens handlingsfrihed under de britiske styrkers besættelse af Egypten.
Frankrig accepterede dette forbehold, men i overensstemmelse med international ret på daværende tidspunkt betød det, at dette gjorde traktaten til en "teknisk uvirksom" "akademisk erklæring." Dette forbehold blev ikke fjernet indtil Entente Cordiale (forløberen for aftalen om Ententemagterne) mellem Storbritannien og Frankrig og konventionen blev endelig sat i kraft i 1904. Ententen fastslog, at den internationale overvågelseskommission, som var beskrevet i artikel 8 skulle udsættes. Men i de følgende 40 år var de britiske handlinger stort set i overensstemmelse med ånden i det opgivne forbehold. 
Den 5. august 1914, ved starten på 1. Verdenskrig, erklærede Egypten, at kanalen ville være åben for skibsfart fra alle nationer, men Storbritannien ændrede sin besættelse til at være et britisk protektorat og spærrede kanalen for fjendtlige skibe. Med henvisning til kanalens sikkerhed forsøgte Storbritannien at fastholde sine rettigheder ved ensidige erklæringer.
Underskriverne af Konstantinopelkonventionen omfattede alle europæiske stormagter på daværende tidspunkt, og traktaten blev set som en garanteret ret for alle skibe til at passere gennem Suez-kanalen i krig og fred.

## Fodnoter
1. ↑  Barclay, p. 308
2. 1 2  Love, p.171
3. 1 2 3 4  Allain, p.53
4. ↑  The Encyclopaedia Britannica, Vol.7, Edited by Hugh Chisholm, (1911), 3; Constantinople, the capital of the Turkish Empire...
5. ↑  Britannica, Istanbul Arkiveret 18. december 2007 hos  Wayback Machine:Da republikken Tyrkiet blev grundlagt i 1923, blev hovedstaden flyttet til Ankara, og Konstantinopel skiftede officelt navn til Istanbul i 1930.
6. ↑  Allain, p.54